# Metal Gear Solid (romanzo)
Metal Gear Solid è un romanzo pubblicato nel 2008, scritto da Raymond Benson, ispirato all'omonimo videogioco per console PlayStation.

## Trama
Il romanzo si apre con il parto di due bambini, precisamente i cloni del più grande soldato vivente, Big Boss. La dottoressa Clark avverte il presidente degli Stati Uniti, finanziatore del progetto, del fatto che i due saranno gemelli identici in tutto e per tutto eccetto per una diversa concentrazione dei geni: uno avrà tutti quelli dominanti, l'altro tutti quelli recessivi. Il presidente, dovendo sceglierne uno da far diventare un soldato, decide per il bambino con i geni dominanti.
Nel capitolo successivo uno di quei gemelli, Solid Snake, guida un piccolo sommergibile con lo scopo di arenarsi sul fondale del mare attorno all'isola di Shadow Moses. Dopo essere risalito in superficie si nasconde accanto ad una cisterna per il filtraggio dell'acqua; si toglie bombola d'ossigeno e maschera, poi ripensa agli eventi precedenti, quando il colonnello Campbell lo aveva fatto chiamare. Gli aveva spiegato che un gruppo di terroristi potenziati geneticamente aveva preso il controllo di Shadow Moses e minacciato il governo statunitense di lanciare una bomba nucleare se non fossero state soddisfatte le loro richieste: consegnare loro il corpo di Big Boss. 
Dopo un accurato briefing della missione, Snake era stato mandato sull'isola con un sottomarino.